# Никитина, Вероника Владимировна
Вероника Владимировна Никитина (в девичестве — Гаранина, род. 16 мая 1992 года, Тольятти) — российская гандболистка, игрок клуба ЦСКА. Мастер спорта России международного класса.

## Биография
Родилась в Тольятти, с десяти лет занималась гандболом в СДЮСШОР № 2 «Гандбол», первым тренером был Сергей Михайлович Воевода. Окончила Тольяттинский государственный университет.
В ноябре 2015 года в составе сборной России в матче против сборной Голландии на турнире «Møbelringen Cup 2015» получила разрыв ахиллова сухожилия, из-за чего была вынуждена пропустить чемпионат мира 2015 года. Была прооперирована, проходила долгий курс реабилитации
Муж Илья, дети Иван (род. 2 мая 2017) и Варвара (род. 22 июля 2018).

## Достижения
- Победительница первенства России среди девушек в 2005, 2006 и 2007 гг.
- Бронзовый призёр первенства России среди девушек в 2008 и 2009 гг.
- Серебряный призёр чемпионата Европы 2009 года среди юниорок в Сербии.
- Победительница X летнего Европейского юношеского олимпийского фестиваля 2009 года в Финляндии.
- Серебряный призёр Открытого чемпионата Европы 2010 года среди юниорок в Швеции.
- Серебряный призёр I летних Юношеских Олимпийских игр 2010 года в Сингапуре.
- Победительница XXVIII Всемирной летней Универсиады 2015 года в Корее.
- Серебряный призёр Кубка России 2015 года,
- бронзовый призёр Кубка России 2010, 2012, 2013 и 2014 годов,
- бронзовый призёр чемпионата России 2011 и 2012 годов,
- серебряный призёр чемпионата России 2014 и 2015 годов,
- победительница Кубка ЕГФ 2012 и 2014 годов в составе «Лады».